# غرانغر هول (كرة سلة)
غرانغر هول (بالإنجليزية: Granger Hall)‏ مواليد 18 يونيو 1962 في نيوآرك، هو لاعب كرة سلة أمريكي سابق. بدأ مسيرته الاحترافية في سنة 1985. تم اختياره من قبل فريق فينيكس صنز خلال الدرافت. حمل الرقم 11. يبلغ طوله 6 قدم 8 بوصة (2.0 م). اعتزل اللعب في 1998.

## المسيرة الاحترافية
لعب مع نادي بلد الوليد لكرة السلة في الدوري الإسباني في موسم 1985–1986، ثم لعب مع نادي بيناس ويسكا لكرة السلة من سنة 1986 إلى 1992، ثم لعب مع باسكت مانريسا في الدوري الإسباني من سنة 1992 إلى 1994، ثم لعب مع نادي إشبيلية لكرة السلة في موسم 1994–1995، ثم لعب مع نادي ولبة لكرة السلة في موسم 1997–1998.

## روابط خارجية
- غرانغر هول على موقع سبورتس رفرنس (الإنجليزية)
- غرانغر هول على موقع الدوري الإسباني لكرة السلة (الإسبانية)
- غرانغر هول على موقع كرة السلة الأوروبية.كوم (الإنجليزية)
- غرانغر هول على موقع كلية كرة السلة في سبورتس رفرنس.كوم (الإنجليزية)
- غرانغر هول على موقع ريلجم (الإنجليزية)
- غرانغر هول على موقع بروبوليرز (الإنجليزية)
- غرانغر هول على موقع سبورتس رفرنس (الإنجليزية)